# Cospas-Sarsat

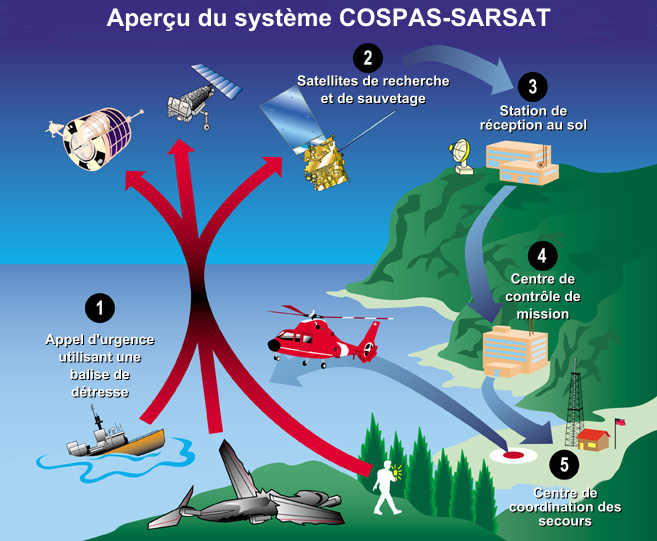
Vue d'ensemble du fonctionnement du système Cospas-Sarsat.

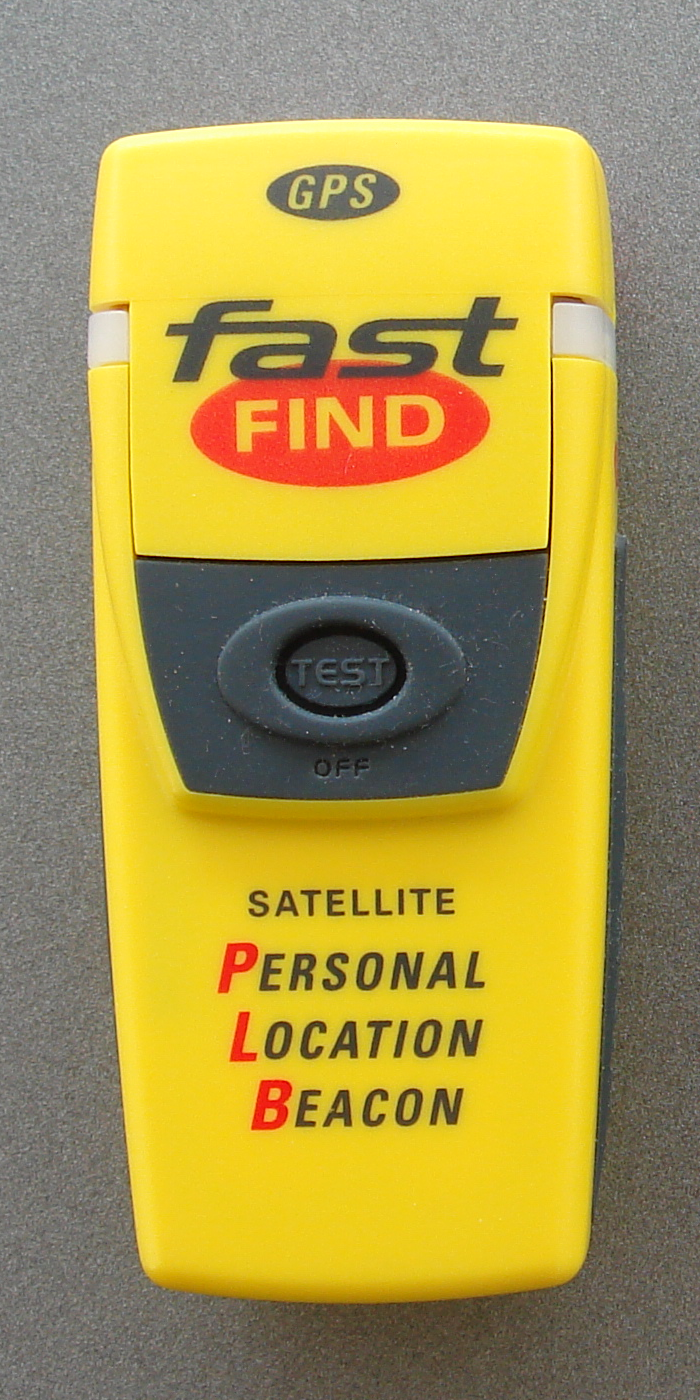
Les balises du système Cospas-Sarsat de type PLB (qui sont emportées par leur utilisateur) sont légères et ont la taille d'un téléphone portable.

Cospas-Sarsat est un système mondial dont l'objectif est de détecter et de localiser les alertes de détresse émises à l'aide de radiobalises de localisation des sinistres et de communiquer ces informations aux organismes de recherche et sauvetage. Le système comporte une composante spatiale et une composante terrestre. Chaque balise, dont le fonctionnement répond à des spécifications propres à ce système, est déclenchée manuellement ou automatiquement en cas de détresse. Elle transmet un message radio sur la fréquence 406 MHz. Celui-ci est détecté et localisé par des satellites équipés d'un récepteur dédié, puis transmis à des stations de réception sur Terre (les LUT). Les messages d'alerte sont alors traités en temps réel par les centres de contrôle de mission (MCC), qui les font suivre aux organisations chargées de coordonner les sauvetages dans la zone concernée (en France, le CROSS pour le domaine maritime). Sur le plan technique, la localisation de l'origine géographique de l'alerte par le satellite est soit communiquée par la balise, soit déterminée par la mesure du décalage Doppler ou du temps de délai du signal radio.
Le système Cospas-Sarsat est piloté par le Conseil composé de représentants des quatre pays fondateurs (États-Unis, Russie, Canada, France) et est cogéré avec une quarantaine de pays adhérents. Certains de ceux-ci contribuent à fournir le segment sol, composé de stations de réception (LUT) chargées de réceptionner et de décrypter les messages retransmis par les satellites et de centres de contrôle (MCC) chargés de gérer et redistribuer les alertes aux organisations nationales chargées des opérations de recherche et de sauvetage. La compatibilité des services Cospas-Sarsat avec les besoins, les standards et les recommandations de la communauté internationale est assurée par une coopération avec l'Organisation de l'aviation civile internationale, l'Organisation maritime internationale, l'Union internationale des télécommunications et d'autres organisations internationales.
Le système Cospas-Sarsat est développé au cours des années 1970 en pleine guerre froide, d'une part par les États-Unis, la France et le Canada (système Sarsat) et d'autre part par l'Union soviétique (système Cospas) en rendant interopérables les deux systèmes. L'objectif du projet est de détecter et de localiser avec un délai le plus court possible une détresse dans les domaines maritime, aérien ou terrestre, quel que soit le lieu où elle se produit. Le premier sauvetage réalisé grâce à Cospas-Sarsat a lieu en septembre 1982, quelques jours après la mise en service du premier satellite, et le système est déclaré opérationnel en 1985. Le segment spatial du système repose en 2022 sur des équipements de réception embarqués à bord de satellites circulant en orbite basse (NOAA POES, MetOp et Meteor-M), en orbite géostationnaire (GOES, MSG, INSAT, Loutch et Elektro-L) et en orbite moyenne (GLONASS, GALILEO et GPS).

## Contexte
Deux phénomènes dans les années 1970 sont à l'origine du développement du système Cospas-Sarsat : d'une part la croissance particulièrement forte du commerce maritime et de l'aviation commerciale ainsi que le développement de la navigation de plaisance et de l'aviation privée (dans ce dernier cas surtout en Amérique du Nord), d'autre part le développement des applications spatiales notamment dans le domaine des télécommunications mobiles et de la navigation.
À cette époque, les balises de détresse utilisées par l'aviation dites ELT (acronyme de  émetteur de localisation d'urgence) se répandent car leur prix est devenu abordable. Ces émetteurs, reposant sur une technologique analogique, émettent automatiquement après déclenchement en cas de situation d'urgence, un signal radio de détresse dans la fréquence internationale aéronautique d’urgence et de détresse (121,500 MHz et pour les militaires 243,000 MHz) qui peut être capté par les différentes stations terrestres assurant une veille sur cette fréquence (tours de contrôle…). Le signal radio est transmis en continu jusqu'à épuisement de la batterie et il peut être localisé par triangulation. À la suite d'incidents fortement médiatisés, comme la disparition en 1972 dans un accident d'avion de deux représentants du Congrès américain en Alaska (Nick Begich et Hale Boggs), les réglementations nationales aux États-Unis et au Canada imposent l'emport de balises de détresse sur les aéronefs. Les balises ELT sont adoptées par l'Organisation de l'aviation civile internationale et leur emport est intégré dans les normes internationales,. Dans les années 1970, ce type de balises est aussi souvent utilisé sur les navires.
Dans le domaine maritime, la convention internationale sur la recherche et le sauvetage maritime définissant un cadre accepté par tous les pays est adoptée en 1979 et l'Organisation maritime internationale (OMI) travaille à l'élaboration d'un nouveau système mondial de détresse et de sécurité en mer (SMDSM). Dans ce cadre, l'OMI met sur pied en 1976 l'Inmarsat (International maritime satellite organization) opérationnel à partir de 1982 qui utilise des satellites pour relayer les communications entre les navires et la Terre. L'OMI définit également un dispositif d'alerte de détresse automatique reposant sur des radiobalises de détection des détresses (RSL ou EPIRB en anglais).

## Historique

### Mise au point du système Cospas-Sarsat

#### Vers un système de détection spatiale
Les performances des balises ELT sont limitées à la fois par la couverture très partielle assurée par les stations terrestres assurant la veille en particulier dans les régions faiblement peuplées, la précision de localisation permise par le système, la technologie analogique utilisée par les radiobalises de localisation des sinistres ELT, un taux de fausses alarmes élevés (99%) et leur faible puissance. À l'époque, les États-Unis et le Canada envisagent d'utiliser des équipements installés sur des satellites pour détecter, localiser (par mesure du décalage Doppler) et relayer les messages de détresse. La NASA étudie la faisabilité d'un tel système installé sur des satellites circulant en orbite basse polaire et une démonstration est effectuée avec un satellite radio-amateur OSCAR 6. Un groupe de travail réunissant des représentants de la NASA et des ministères américains concernés par les systèmes de recherche et de sauvetage émet des recommandations visant à tester le plus rapidement possible en se concertant avec les organisations internationales. La faible puissance des ELT existants émettant sur 121,5 MHz rend leur détection depuis l'espace difficile. De son côté, l'agence spatiale française, le CNES, met au point à compter de 1979 un système satellitaire de collecte de données et de localisation, le système Argos, qui repose sur une technologie numérique et exploite la fréquence radio de 406 MHz que l'Union internationale des télécommunications a réservé pour les futurs besoins des balises de détresse. Les performances de ce système sont parfaitement adaptées aux besoins de détection des balises de détresse depuis l'espace mais un système satellitaire doit prendre en compte le parc de 150 000 balises déjà déployé, principalement aux États-Unis et au Canada, et reposant sur la technologie analogique et fonctionnant sur la fréquence 121,5 MHz.

#### Création du programme international Cospas-Sarsat
Le ministère canadien des Communications (MDC), le Centre national d’études spatiales (CNES) de la France et la NASA décident en 1979 de développer un système Sarsat (Search And Rescue SAtellite-aided Tracking system) qui doit remplir un double objectif : mettre en place un système de veille et de localisation reposant sur des satellites pour les ELT existants en 121,5 MHz et expérimenter la nouvelle technologie 406 MHz.
La NASA propose d'installer les équipements de détection sur la série des satellites météorologiques Advanced TIROS-N circulant sur une orbite polaire et qui emportent déjà une dizaine d'instruments dont un récepteur Argos du CNES fonctionnant à 406 MHz. La principale modification porte sur l'ajout d'une antenne hélice relativement encombrante permettant de recevoir les émissions à 121,5 MHz et de fournir l'énergie aux charges utiles SAR qui comprennent un émetteur en bande L supplémentaire relayant les messages SAR.
De son côté, l'Union soviétique a lancé un projet de détection par satellite similaire baptisé Cospas (en russe КОСПАС Cosmicheskaya Sistyema Poiska Avariynich Sudow c'est-à-dire « système spatial pour la recherche des navires en détresse ») qui repose sur la technologie numérique 406 MHz et dont l'objectif est de répondre aux besoins de sa marine marchande.
Malgré les tensions de la guerre froide qui oppose les pays occidentaux et l'Union soviétique, le principe d'une coopération internationale dans le but de rendre les deux systèmes interopérables s'impose car elle présente des avantages décisifs en divisant le délai de détection par deux. Après des contacts préliminaires initiés entre les États-Unis et l'Union soviétique en 1977, une première réunion rassemble le ministère canadien, la NASA, le CNES et le MORFLOT (ministère soviétique de la marine marchande) en juin 1978 pour définir les modalités de fonctionnement d'un système conjoint. Alors que les partenaires du projet Sarsat ont prévu que les satellites collectent les messages de détresse émis sur la fréquence 121,5 MHz pour prendre en compte l'énorme parc de balises fonctionnant sur cette même fréquence, l'Union soviétique n'envisage que des récepteurs fonctionnant sur 406 MHz. À la réunion suivante, qui a lieu en février 1979, les représentants soviétiques annoncent qu'ils incluront le traitement des deux types de signaux mais cette fois les négociations butent sur le nombre de satellites en orbite. Les partenaires Sarsat comptent disposer de trois satellites emportant un équipement de réception Sarsat et souhaitent que les soviétiques lancent deux satellites Cospas pour vérifier la compatibilité des deux systèmes, alors que ces derniers n'ont prévu d'en lancer qu'un seul. Les soviétiques reportent leur décision à la réunion suivante. Finalement les quatre parties signent le 23 novembre 1979 un accord dont l'objectif est d'élaborer, mettre en œuvre, démontrer et évaluer un système expérimental conjoint Cospas-Sarsat. Chaque partie devra lancer au moins un satellite et si possible un deuxième. L'accord prévoit une phase de démonstration et d'évaluation de 12 mois une fois qu'un satellite de chaque système aura été placé en orbite.

### De la phase expérimentale à la phase opérationnelle

#### Mise au point

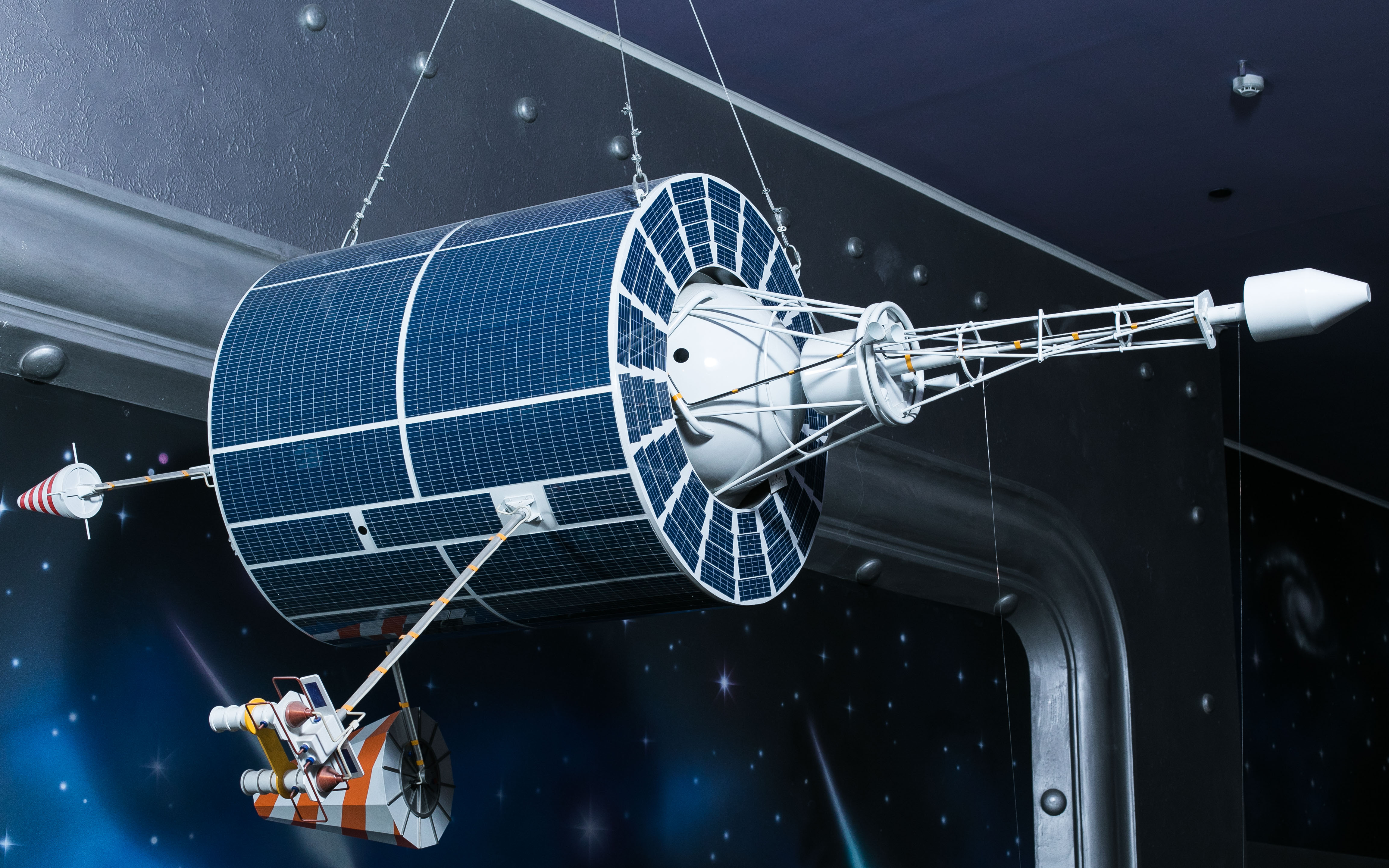
Les satellites soviétiques de navigation Nadejda, placés en orbite entre 1982 et 1995, sont les premiers équipés d'un système de réception des messages Cospas-Sarsat.

Le premier satellite emportant un équipement de détection des balises de détresse Cospas-1 est lancé le 30 juin 1982 (Cosmos 1383) et entre en phase opérationnelle le 1er septembre. Il s'agit d'un satellite soviétique Nadejda, version du satellite de navigation Tsikada embarquant cet équipement supplémentaire. Dix jours après son activation, le système fait une démonstration de ses capacités en localisant un avion qui s'est écrasé en Colombie-Britannique (Canada). Ce succès est une bonne nouvelle car capter et localiser le signal très faible des signaux émis par les balises sur 121,5 MHz (puissance crête de 0,05 watts) comportait un risque technique important. Mais le premier satellite du système Sarsat se fait attendre car la NASA ne veut pas lancer le satellite météorologique NOAA-E de type Advanced TIROS-N avant que cela soit nécessaire pour maintenir le nombre de satellites météorologiques polaires en état de fonctionnement. Finalement un compromis est trouvé et NOAA-E est lancé de manière anticipée en même temps que le deuxième satellite soviétique en mars 1983. La phase d'évaluation démarre avant même de disposer de deux satellites et elle permet de constater qu'il existe de nombreuses interférences sur la fréquence 406 MHz dans certaines parties du monde qui remettent en question l'utilisation de cette longueur d'onde. La plupart de ces problèmes sont toutefois réglés en ajoutant des filtres dans le traitement des messages à bord des satellites. Ces modifications sont implémentées sur les deux satellites placés en orbite en mars 1983. Une chasse internationale aux émetteurs parasites sur la longueur d'onde réservée est également effectuée. La phase de recette dure finalement 18 mois. Elle permet de constater que nombreuses fausses alertes sont également déclenchées par l'activation par erreur des balises qui passaient jusqu'à présent inaperçues des autorités chargées des opérations de recherche et de sauvetage (car hors de portée des systèmes de veille) mais qui risquent de paralyser le futur système satellitaire.

#### Validation technique
Le système COSPAS-SARSAT est déclaré opérationnel par ses quatre promoteurs sur le plan technique en 1984. Mais la communauté des organisations de sauvetage n'est pas convaincue par ce système qui ne repose pas sur l'accord d'institutions internationales reconnues et dont la pérennité ne semble pas garantie. Aussi l'accord de 1984 définit la démarche que doit suivre le système pour parvenir à une approbation par les deux organisations internationales définissant les standards dans le domaine de la sécurité : l'Organisation maritime internationale (OMI) et l'Organisation de l'aviation civile internationale (OACI) et pour assurer sa pérennité. Le 1er janvier 1988, la fusion des deux systèmes est entérinée par la signature de l’International COSPAS-SARSAT Programme Agreement à Paris.
L'accord de 1984 définit également les organisations chargées de la gestion du système opérationnel. La NASA et le MDC, qui étaient les acteurs américain et canadien du développement du système COSPAS-SARSAT, ne voulaient pas prendre en charge la gestion d'un système opérationnel. Ce rôle est donc transféré respectivement à l'agence américaine chargée de la gestion des satellites météorologiques, la NOAA, et au ministère de la Défense nationale du Canada (MDN), déjà chargé des missions de recherche et de sauvetage dans ce pays. En Union soviétique, le système opérationnel est transféré sans heurt à Morsviazsputnik, entreprise rattachée au concepteur soviétique du système, MORFLOT, tandis qu'en France l'agence spatiale nationale, le CNES, accepte, bien qu'elle n'ait aucune compétence dans le domaine des opérations de sauvetage, de prendre en charge cette gestion opérationnelle.
L'accord de 1984 précise les caractéristiques du segment spatial futur du système Cospas-Sarsat. Celui-ci doit comprendre trois satellites Sarsat (NOAA E, déjà lancé, ainsi que NOAA F et G, dont le lancement est programmé) en plus des trois satellites Cospas déjà en orbite. Les gestionnaires des deux systèmes s'engagent à maintenir au moins deux satellites opérationnels. Des améliorations sont envisagées, ainsi que le recours à des satellites géostationnaires. La poursuite de la participation de la Norvège et du Royaume-Uni est également envisagée, tandis que la participation d'autres pays au développement du segment sol est encouragée. Le groupe de coordination Cospas-Sarsat qui pilotait jusque-là le système est remplacé par le comité directeur Cospas-Sarsat, comprenant deux représentants de chacune des quatre parties et sur invitation des parties d'autres pays. Enfin, un secrétariat permanent est chargé de coordonner les actions. L'accord de 1984 se veut transitoire car il est stipulé qu'il ne restera en vigueur que jusque fin 1990.

#### Les satellites géostationnaires: un système concurrent ou complémentaire?
Dans les années 1970, Les promoteurs du système Cospas-Sarsat ne sont pas les seuls à tenter de mettre au point un système de détection par satellites des détresses transmises par un émetteur radio à faible puissance. L'Organisation maritime internationale (OMI) préconise dans le cadre de son Futur système mondial de détresse et de sécurité en mer l'utilisation de la constellation de satellites géostationnaires Inmarsat développée pour les télécommunications mobiles maritimes et assurant des liaisons en bande L. L'OMI a d'ailleurs réservé auprès de l'Union internationale des télécommunications une bande de fréquence large d'un 1 MHz pour le futur système de détection de détresse. Contrairement au système Cospas-Sarsat, un tel système de détection ne permet pas d'exploiter l'effet Doppler pour localiser la balise de détresse car la position du satellite géostationnaire reste fixe par rapport à la Terre. Néanmoins la plupart des administrations nationales chargées des opérations de recherche et de sauvetage misent sur ce système. Toutefois, compte tenu de l'altitude des satellites géostationnaires (36 000 kilomètres), il n'existe pas à l'époque de solution technique simple permettant de détecter les messages radio de faible puissance. Plusieurs propositions s'affrontent et finalement en 1984 c'est la solution mise au point par la DFVLR allemande qui est retenue.
La faiblesse du système Cospas-Sarsat est le délai pouvant s'écouler entre le déclenchement d'une balise de détresse et le survol de celle-ci par un satellite du système permettant la détection du signal de détresse. A contrario, les satellites géostationnaires permettent de détecter en temps réel le signal de détresse mais ne peuvent localiser précisément la balise. On tente de régler ce problème en développant des prototypes de balise permettant à leur utilisateur de saisir les coordonnées géographiques à l'aide d'un clavier mais cette solution est rapidement rejetée pour des raisons pratiques (inexactitude de la position pour différentes raisons). Si la position est fournie par un système de navigation externe embarqué sur le navire, la position ne peut plus être actualisée lorsque la balise est déplacée sur le canot de sauvetage. À l'époque, il n'existe pas de récepteur de systèmes de positionnement terrestres (comme le LORAN) ayant une taille permettant son intégration dans la balise et les récepteurs de systèmes de positionnement par satellite (Transit/GPS) sont encore trop coûteux pour une utilisation dans le domaine civil.
Les débats à l'OMI sur le futur système portent également sur le dispositif de radioralliement qui doit être inclus dans la balise pour permettre aux navires de sauvetage en mer de se diriger vers la position de la balise en utilisant un équipement de radiogoniométrie. Alors que pour les balises aéronautiques fonctionnant sur la fréquence 406 MHz, la norme est d'utiliser le signal émis par émetteur intégré de faible puissance fonctionnant sur une fréquence de 121,5 MHz, en mer il n'y pas de normes et plusieurs fréquences sont utilisées. Aussi le choix de la fréquence du signal de radioralliement émis par les futures balises aura un impact important sur les dispositifs de recherche embarqués sur les navires et les aéronefs affectés au sauvetage ainsi que sur le coût et la conception des balises. Les fréquences qui ont la faveur des organisations (2 182 kHz, 9 GHz) nécessitent des antennes de grande taille ou très stables. L'OMI renonce à normaliser la fréquence de radioralliement et décide de laisser le marché et les prix déterminer la solution gagnante. En 2016, aucune norme n'était fixée mais les balises maritimes agréées du système Cospas-Sarsat utilisent toutes la fréquence 121,5 MHz pour les opérations de radioralliement.

### Évolution du système Cospas-Sarsat

#### Un nouveau segment spatial: les satellites en orbite moyenne
En 1997, une étude canadienne est réalisée pour déterminer de quelle manière le service fourni par le système Cospas-Sarsat pourrait être amélioré. Ce rapport démontre que l'installation de récepteurs sur les satellites de navigation, tels que les satellites américains GPS, circulant à une altitude de 20 000 kilomètres, pourrait faire progresser de manière significative le service : ces satellites du fait de leur altitude ont un champ de visibilité pratiquement aussi important que les satellites géostationnaires et se déplacent lentement au-dessus du sol fournissant une couverture sur des périodes prolongées. Du fait du nombre important des satellites de navigation, le signal de détresse est reçu simultanément par plusieurs satellites ce qui permet aux stations au sol de déterminer en quasi temps réel une position très précise de la balise de détresse. Il est donc décidé de développer ce nouveau segment spatial, dit MEOSAR, en installant les équipements Cospas-Sarsat sur les futurs satellites américains GPS, GLONASS (russes) et GALILEO (européens) et de créer un réseau de stations de réception LUT aptes à traiter le signal transmis par ces satellites.
En 2000, les quatre partenaires du système Cospas-Sarsat et des représentants de la Commission Européenne décident d'installer des répéteurs 406 MHz sur les futurs satellites GPS et Galileo. En 2001, la Russie décide également de déployer ces récepteurs sur ses satellites de navigation GLONASS. Le segment spatial MEOSAR est désormais identifié comme le support de récepteur cible pour le long terme. Un cahier des charges est établi pour déterminer les caractéristiques des balises de deuxième génération qui doivent tirer parti du nouveau segment spatial (fonctionnalité du signal retour). L'interopérabilité des trois systèmes navigation (c'est-à-dire la possibilité de déterminer la position d'une balise à partir de signaux de satellites n'appartenant pas à la même constellation) nécessaire pour optimiser le traitement des signaux à terre fait l'objet d'échanges techniques difficiles. Des récepteurs expérimentaux commencent à être testés en 2009 sur des satellites GPS (version IIR). Le segment spatial MEOSAR devient opérationnel à la fin de la décennie 2010 et comprend en 2021 46 satellites.

#### Abandon de la détection des messages envoyés par les balises fonctionnant en121,5MHz(2009)
Les balises émettant sur les fréquences de 121,500 MHz et 243,000 MHz présentent plusieurs inconvénients. Le message envoyé au satellite est analogique et il ne comporte donc aucune donnée exploitable. Contrairement aux balises utilisant la fréquence de 406 MHz, la balise ne communique donc pas l'identifiant de la balise, alors que cela permettrait souvent de vérifier assez rapidement s'il s'agit d'une véritable alerte ou non ni la position de la balise. Or il y a près de 99 % de fausses alarmes, parfois aussi causées par des émetteurs parasites.
Pour toutes ces raisons, l'organisation décide qu'à compter de 1er février 2009, les balises 121,500 MHz et 243,000 MHz ne seront plus prises en compte par le système. Toutefois, en France, la détection d'un signal sur ces fréquences donnera lieu à des opérations de recherche. D'autre part, depuis l'entrée en service de MEOSAR, on note un accroissement du nombre de fausses alertes.

#### Situation contemporaine

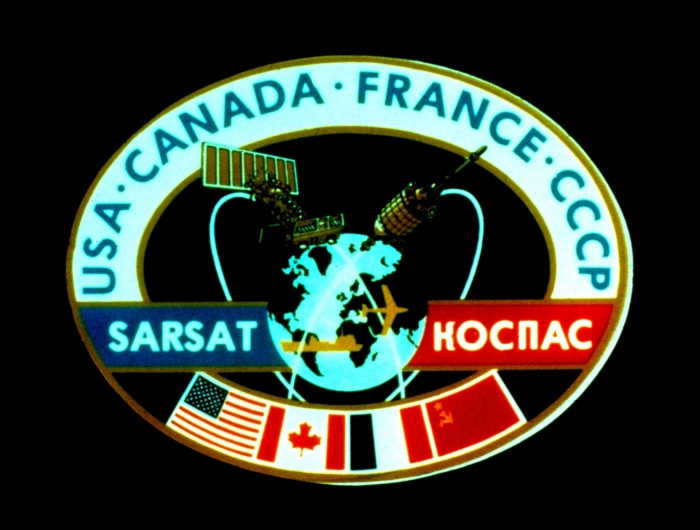
Logo du système Cospas-Sarsat dans sa version de 1992.

Aujourd'hui, la partie COSPAS du système est dirigée par la Russie, tandis qu'aux États-Unis, la responsabilité pour la partie SARSAT a été transmise de la NASA à l'Agence américaine d'étude de l'atmosphère et de l'océan (NOAA). Beaucoup d'autres nations ont rejoint le programme COSPAS-SARSAT aujourd'hui (au total quarante pays et deux organisations en 2016). Cospas-Sarsat est dirigé par un Conseil international, présidé alternativement par l'un des quatre États fondateurs : États-Unis, Russie, Canada et France.

## Fonctionnement du système COSPAS-SARSAT
Le déroulement du processus de détection, de localisation et de diffusion de l'alerte par le système Cospas-Sarsat comprend les étapes suivantes :
- l'émission par une radiobalise, dont les caractéristiques répondent au cahier des charges du système, d'un message radio de détresse sur la fréquence réservée à cet effet 406,0 MHz à 406,1 MHz[20]. Cette émission est déclenchée de manière manuelle ou automatique. Le message composé automatiquement inclut l'identifiant de la balise et de manière optionnelle sa position ;
- la détection du message de détresse par un ou plusieurs satellites équipés de récepteurs spécifiques (segment spatial du système Cospas-Sarsat) qui localisent la position géographique de la balise (sauf satellites en orbite géostationnaire). La détermination de la position se fait en mesurant le décalage Doppler du signal ou le temps de délai (satellites en orbite moyenne). La détection peut ne pas être immédiate si aucun satellite ne survole la zone au moment du déclenchement de la balise. Mais c'est peu probable depuis que les satellites de navigation Gallileo et GPS ont été intégrés au segment spatial du système ;
- la transmission par les satellites de l'alerte aux stations terriennes (les Local User Terminal ou LUT). Si aucune station au sol n'est survolée par le satellite ayant reçu le message d'alerte, le message est transmis de manière différé dès qu'une station est en vue ;
- le message d'alerte est transmis par les LUT aux centres de contrôle de mission (MCC, Mission Control Center) qui à leur tour les diffuse aux organisations chargées de coordonner les sauvetages dans la zone concernée (en France par exemple le CROSS Gris-Nez reçoit les messages de toutes les balises de détresses des navires français à travers le monde).

## Les différents types de satellite et leurs capacités

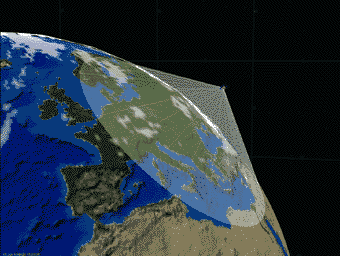
Zone au sol couverte par un satellite circulant en orbite basse et disposant d'un équipement Cospas-Sarsat de réception des messages d'alerte.

Trois catégories de satellite disposent d'un équipement permettant de traiter les messages radio émis par les balises de détresse lorsqu'elles sont activées. Ils se distinguent par l'altitude de leur orbite (basse, moyenne et haute). Les capacités de ces satellites dépendent de leur orbite.

### Satellites en orbite basse
Les satellites circulant en orbite basse équipés de récepteurs Cospas-Sarsat (système LEOSAR) circulent sur une orbite héliosynchrone qui les fait passer à proximité des pôles (inclinaison orbitale de 83° (COSPAS) ou 99° (SARSAT)) et effectuent un tour complet autour de la Terre en à peu près 100 minutes sur une trajectoire très inclinée par rapport à l'équateur. Malgré le champ de visibilité limité de chaque satellite à cause de la faiblesse de l'altitude au-dessus du sol, un lieu donné sur la surface de la Terre est balayé par l'un des satellites au moins toutes les quatre heures. Grâce à l'effet Doppler-Fizeau, la fréquence du signal reçu par un tel satellite varie légèrement, ce qui permet de déterminer la position de la source du signal avec une précision de 1 milles marins (1,9 km) à 3 milles marins (5,6 km) (sur 406 MHz) . Comme il faut environ 15 minutes pour mesurer la variation de fréquence avec une précision satisfaisante, le temps entre le déclenchement de la balise et sa localisation varie entre 15 minutes et quatre heures. Cinq satellites LEOSAR sont opérationnels en 2022. Ce sont tous des satellites météorologiques.

### Satellites en orbite géostationnaire
Les satellites circulant en orbite géostationnaire équipés de récepteurs Cospas-Sarsat (système GEOSAR) sont des satellites météorologiques : Elektro-L russe, les GOES Est et Ouest de la NOAA (États-Unis), des INSAT de l'Inde et des MTG de l'Agence européenne de satellites météorologiques (EUMETSAT). Grâce à l'altitude de leur orbite (36 000 kilomètres), ils disposent d'un champ de visibilité très vaste (pratiquement un tiers de la surface du globe mais les régions polaires (au dessus de la latitude de 70°) sont hors de leur portée. Ils communiquent en temps réel le signal de détresse d'une balise 406 MHz émis dans la région couverte car il y a toujours une station de réception (LUT) à portée. Mais comme leur position est fixe par rapport à la balise de détresse, ils ne peuvent pas fournir la position de celle-ci (par mesure de l'effet Doppler) à moins que la balise ne soit associée à un récepteur GPS interne ou externe.

### Satellites en orbite moyenne
Les satellites circulant en orbite moyenne équipés de récepteurs Cospas-Sarsat (système MEOSAR) sont des satellites de navigation. Ils constituent un ajout récent qui a commencé à être utilisé fin 2016. Ils combinent les avantages des satellites circulant en orbite basse et géostationnaire. À la fois nombreux (plusieurs dizaines) et ayant un champ de visibilité étendu grâce à leur altitude (entre 19 000 et 23 000 kilomètres), ils fournissent une couverture continue de l'ensemble de la surface du globe terrestre et grâce au grand nombre de satellites recevant le même message, ils permettent de calculer pratiquement en temps réel la position de la radiobalise avec une précision inférieure à 2 kilomètres contre 20 kilomètres pour les satellites en orbite basse. Le message de détresse et la position de l'émetteur est fourni pratiquement en temps réel aux organismes de recherche et sauvetage. À terme, ils remplaceront les satellites en orbite basse.
Lorsqu'un message de détresse est émis, il est reçu par plusieurs satellites de navigation quelle que soit la position de la balise. La station de réception LUT reçoit le message relayé par tous ces satellites avec un léger décalage temporel (TDOA) du fait de la position de chaque satellite et sur des fréquences décalées (FDOA) du fait de l'effet Doppler induit par le mouvement de chaque satellite. Avec ces informations et connaissant la position des satellites de navigation, la station de réception peut calculer en quelques secondes la position de la balise de détresse.

## Les radiobalises Cospas-Sarsat

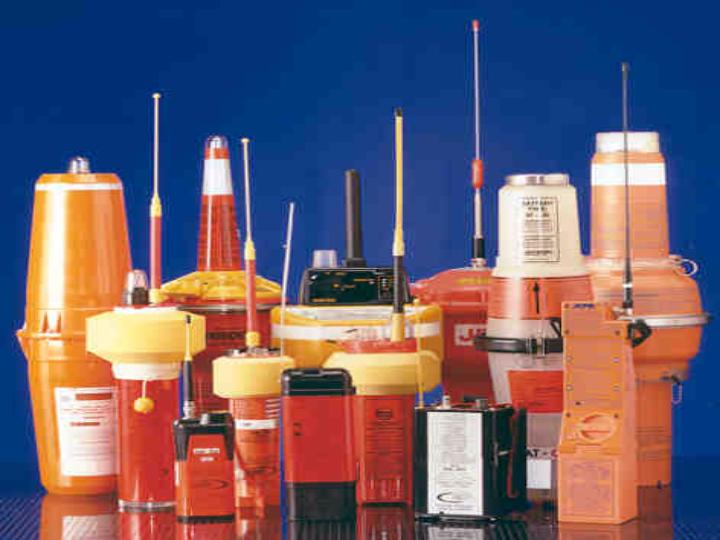
Plusieurs types de balises de première génération.

Il existe plusieurs types de balise de détresse Cospas-Sarsat ayant chacun des caractéristiques différentes, telles que la durée de vie de la batterie et la méthode d'activation, mais qui partagent toutes un mode de fonctionnement similaire : envoi d'un message sur la longueur d'onde 406 MHz, message contenant un identifiant unique de la balise (cet identifiant comporte le pays dans lequel la balise est enregistrée). De manière optionnelle, la balise peut comporter un récepteur GPS ou permettre de collecter sa position à partir d'un récepteur GPS externe auquel cas cette position est transmise dans les messages. Les quatre types de balise sont les ELT pour l'aviation, les EPIRB pour les navires, les PLB pour l'usage personnel et les SSAS pour les navires relevant de la directive SOLAS.

### Balises ELT

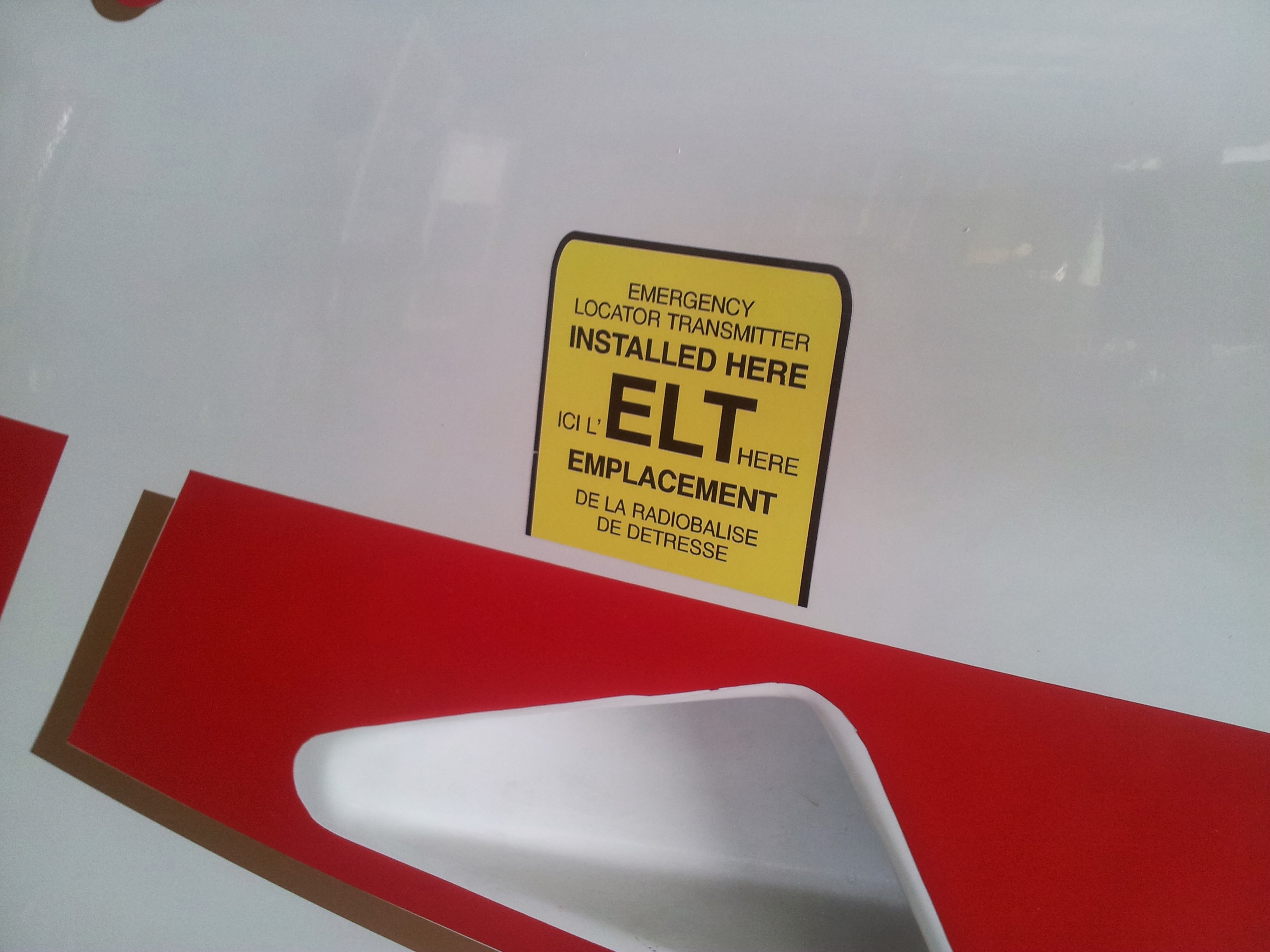
Emplacement d'une balise ELT à bord d'un avion.

Les balises ELT (Emergency Locator Transmitter) équipent les aéronefs. La plupart des balises ELT sont installées de manière à être déclenchée en cas d'impact de l'avion avec le sol qui est mesuré par un capteur d'accélération incorporé dans la balise. Le signal de la balise ELT peut être également déclenché manuellement. Dans certains modèles, c'est le seul mode de déclenchement. La balise ELT (DT) est une variante qui est en cours d'introduction. Lorsque certains paramètres de vol indiquent une situation de détresse (altitude anormale, perte d'altitude ou de vitesse, arrêt total des moteurs ou de la poussée de ceux-ci), elle transmet sans intervention de l'équipage et une fois par minute un message d'alerte. La balise inclut un récepteur GPS qui fournit une position incluse dans le message. La balise peut être déclenchée à distance à la demande de l'autorité compétente pour cette balise. Les messages ADT sont transmis automatiquement à la compagnie aérienne exploitant l'appareil, aux services de la circulation aérienne et aux centres de coordination de sauvetage. La batterie permet une émission du signal de détresse durant au minimum 24 heures.

### Balises EPIRB

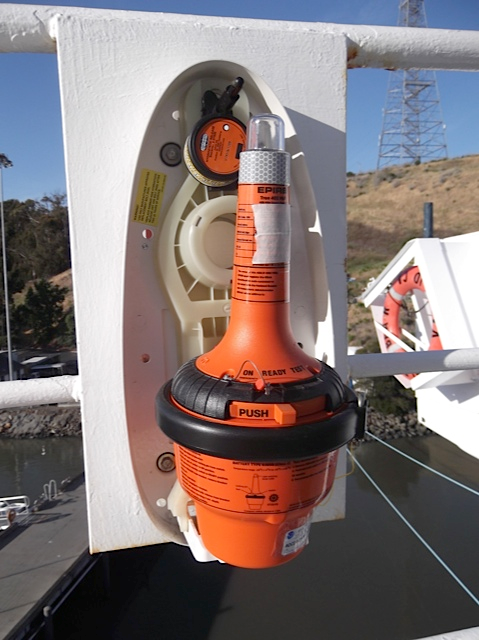
Balise EPIRB avec logement dont l'ouverture et la libération est déclenchée automatiquement en cas de submersion détecté par un largueur hydrostatique. Sur la photo, le couvercle a été ôté.

Les balises EPIRB (Emergency Position-Indicating Radio Beacon) équipent les navires et sont conçues pour flotter de manière que l'antenne reste verticale. L'activation de la balise peut être déclenchée de deux manières : soit par la présence d'eau détectée par un capteur incorporé soit manuellement. Certains modèles ne peuvent être activés que manuellement. Les balises EPIRB à dégagement automatique (float free) sont installées dans un logement étanche qui s'ouvre et déploie la balise lorsqu'il est submergé (déclenché par un capteur de pression hydrostatique). La batterie permet une émission du signal de détresse durant au minimum 24 heures. Cette durée minimum est portée à 48 heures lorsqu'elle doit répondre aux normes fixées par le Système mondial de détresse et de sécurité en mer

### Balises PLB

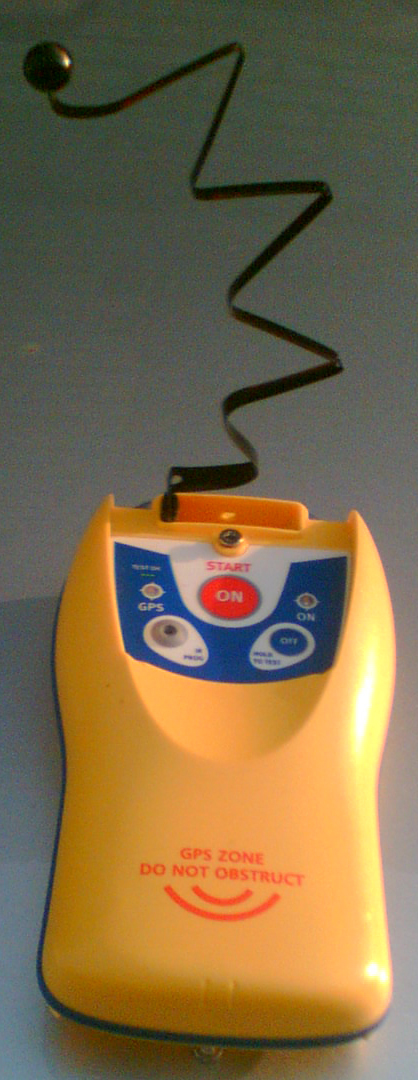
Balise comportant un GPS interne permettant l'envoi de la position.)

Les balises PLB (Personal Locator Beacon) sont conçues pour pouvoir être emportées par des personnes et sont à ce titre plus petites et plus légères que les balises ELT et EPIRB. Elles sont utilisées par exemple dans des régions terrestres éloignées de tout secours. Ces balises ne peuvent être activées que manuellement. La batterie permet une émission du signal de détresse durant au minimum 24 heures. Les balises PLB peuvent être utilisées à bord de navires ou d'avions mais elles ne sont pas nécessairement adaptées à ces environnements (par exemple flottaison avec maintien de l'antenne à la verticale.

### Balises SSAS
Les balises SSAS (Ship Security Alerting System ) sont embarquées par les navires concernées par le traité SOLAS (navires transportant des passagers et cargos d'une certaine taille) dont le but est d'assurer la sécurité et la sûreté des navires marchands. Installées dans le local de navigation, elles sont activées manuellement lorsque le navire est la cible d'un acte de piraterie ou de terrorisme. Contrairement aux autres types de balises dont les messages d'alerte sont transmis aux centres Recherche et sauvetage, ceux émis par les balises SSAS sont transmis à l'autorité compétente du pays où a été enregistrée la balise de détresse. Leur activation déclenche par exemple l'intervention de forces armées.

### Émission et contenu du message

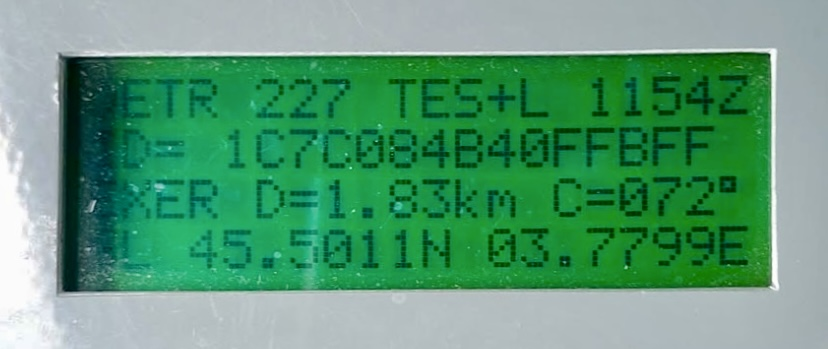
Décodeur d'une balise de détresse bande 406 MHz.

Les balises Cospas-Sarsat émettent dans la fréquence 406 MHz avec une puissance crête de 5 watts. En cas d'activation, le message d'alerte est transmis durant 0,5 seconde toutes les 50 secondes. Le message est une suite de bits longue selon le cas de 112 ou 144 bits dont le contenu dépend du protocole utilisé par le type de balise. Le message commence dans tous les cas par 24 bits utilisés par le récepteur pour la synchronisation et vérifier que le message est issu d'une balise du système. Les bits suivants comprennent de manière obligatoire l'identifiant de la balise. Cet identifiant, qui est unique, est codé sur 15 caractères hexadécimaux et comprend des informations sur l'origine de la balise. Si la balise a été enregistrée (dans plus de 90 % des cas) elle permet d'identifier son propriétaire. Lorsque la balise dispose d'un système de positionnement par satellite interne ou externe, la position de la balise (latitude, longitude, altitude) est fournie (message long de 144 caractères).
La balise émet en parallèle de manière continue un signal radio secondaire sur la fréquence 121,5 MHz qui permet aux équipes chargées du sauvetage de localiser la balise en utilisant des équipements de repérage fonctionnant sur cette fréquence.

### Service lien retour
La balise peut inclure une fonction de lien retour (RLS : Return Link Service). Celle-ci permet à la balise de recevoir un message automatique qui indique que l'alerte a bien été prise en compte. Cette prestation est opérationnelle sur les satellites de navigation Galileo.

### Balises de seconde génération
Pour exploiter les possibilités offertes par les satellites circulant en orbite moyenne disposant d'un équipement de détection Cospas-Sarsat et déployés au cours la décennie 2010 (notamment le service lien retour décrit ci-dessous) et améliorer les performances du système, le cahier des charges auquel doivent répondre les radiobalises a évolué. Les radiobalises répondant à ces spécifications sont dits de deuxième génération.

### Enregistrement des balises
Selon le pays du détenteur de la balise, il est fortement recommandé voire obligatoire d'enregistrer la balise dans un référentiel des balises Cospas-Sarsat national, si celui-ci existe (en France ce référentiel est géré par le CNES), ou sinon dans le référentiel géré par le secrétariat Cospas-Sarsat. Les données fournies - numéro de la balise, téléphone, nom et adresse du propriétaire, identification du navire ou de l'aéronef, port d'attache du navire, coordonnées de la personne à contacter en cas d'urgence - sont utilisées par les services de recherche et sauvetage en cas de déclenchement de la balise.

### Fréquences utilisées
Tableau des canaux attribués de la bande 406,000 MHz à 406,100 MHz :
| Fréquences  | Canaux | Dates de commercialisation        |
| ----------- | ------ | --------------------------------- |
| 406,025 MHz | B      | balises fabriquées de 1982 à 2001 |
| 406,028 MHz | C      | balises fabriquées de 2000 à 2006 |
| 406,037 MHz | F      | balises fabriquées de 2004 à 2012 |
| 406,040 MHz | G      | balises fabriquées depuis 2010    |
| 406,049 MHz | J      | balises fabriquées depuis 2018    |
| 406,052 MHz | K      | futures balises                   |
| 406,061 MHz | N      | futures balises                   |
| 406,064 MHz | O      | futures balises                   |
| 406,073 MHz | R      | futures balises                   |
| 406,076 MHz | S      | futures balises                   |

La fréquence de 121,500 MHz toujours présente sert au radioguidage des moyens de secours, une fois ces derniers arrivés sur les lieux du sinistre,.

## Gestion du système Cospas-Sarsat

### Conseil Cospas-Sarsat
Le système Cospas-Sarsat est piloté par le Conseil composé de représentants des quatre pays fondateurs (les Parties) : États-Unis, Russie, Canada, France). Par ailleurs, une quarantaine de pays adhèrent au système (les Participants) et pour certains contribuent à fournir le segment sol (LUT, MCC). Le Conseil Cospas-Sarsat se réunit au moins une fois par an pour définir la stratégie. Les décisions doivent être adoptées à l'unanimité des quatre membres. Le conseil convoque au moins une fois par an les autres participants du système pour traiter des questions relatives à la gestion du système comme les charges financières communes, l'exploitation et le perfectionnement du système.

### Secrétariat
Le secrétariat est la structure administrative permanente de l'organisation Cospas-Sarsat. Il situé dans la ville de Montréal (Canada). Son rôle est d'assister le conseil Cospar-Sarsat dans l'implémentation du programme. Il regroupe une petite équipe de personnes spécialisées qui sont chargées d'organiser les réunions, de gérer le budget international et de fournir une assistance technique et opérationnelle.

### Financement
Le financement du segment spatial (équipement COSPAR SARSAT embarquée sur les satellites) et des installations à sol (LUT, MCC) est à la charge des pays fournisseurs de ceux-ci. Les coûts communs (secrétariat, couts administratifs du programme, organisation des réunions) sont financés par une cotisation annuelle versée par chaque pays adhérent. Celle-ci se montait en 2010 à 190 000 dollars canadiens pour les quatre pays fondateurs et à 42 000 dollars canadiens pour les autres pays. La modification de la cotisation est décidée par le Conseil avec un délai d'application de trois ans.

## Analyse coût-avantage du système Cospas-Sarsat
Les chiffres à disposition permettant d'évaluer le coût du système Cospas-Sarsat ne portent que sur les segments spatial et terrestre LEOSAR et GEOSAR. Le coût du segment spatial dont le financement est assuré par les quatre pays fondateurs n'est connu que de manière très approximative. L'embarquement des équipements embarqués sur les premiers satellites américains en orbite basse (LEOSAR) était évalué à 15 millions US$. Le coût des récepteurs-processeurs proprement dit développés par le Canada et la France se situait entre 2,5 et 3 millions $ soit un total d'environ 20 millions US$ pour un satellite entièrement équipé. Sur la base d'une durée de vie de quatre ans (largement dépassée), le coût d'investissement des quatre satellites LEOSAR était de 20 millions US$/an. Pour le segment spatial GEOSAR (orbite géostationnaire), le coût d'équipement d'un satellite est évalué à 5 millions $. Pour une constellation de huit satellites ayant une durée de vie de 8 ans (dans les faits largement dépassée), le coût d'investissement annuel est évalué à 9 millions $.
En ce qui concerne le segment sol, le coût d'une station de réception LUT pour les satellites en orbite basse (LEOLUT) s'élève en moyenne à 1 million US$ et celui d'une GEOLUT (orbite géostationnaire) à 0,5 million US$. Le coût des stations de contrôle MCC est difficile à évaluer : le chiffre de 0,5 million US$ est retenu. Le coût d'investissement d'un segment sol comprenant 20 LEOLUT, 10 GEOLUT et 10 MCC sur la base d'un amortissement sur huit ans reviendrait à 3,8 millions US$ par an. Le coût total d'investissement (segment spatial et sol) serait environ 33 millions US$ avant l'ajout des satellites en orbite moyenne qui devrait remplacer les satellites en orbite basse à terme. Aucun chiffre n'est disponible pour le coût de fonctionnement supporté par les opérateurs du segment sol.
Plusieurs études ont été menées pour tenter d'évaluer les gains financiers procurés par le système Cospas-Sarsat. Le gain le plus direct est lié à la diminution du nombre d'heures de vol consacrées à la recherche du lieu du sinistre. Selon une étude canadienne portant sur la période 1990-1999, le temps de recherche serait divisé par 13 et reviendrait en moyenne, avec le système Cospas Sarsat, à 10 000 US$ soit une économie moyenne annuelle de 33,5 millions US$ pour 279 interventions par an. Pour la période 2000-2009, le chiffre des économies annuelles, basé sur la même méthode mais sans correction de l'inflation, aboutirait à une économie d'environ 52,2 millions US$ soit 1,6 fois les investissements effectués. Ces chiffres ne tiennent pas compte du fait que le système a permis de sauver des vies humaines. Si on applique le chiffre de 2,5 millions US$ par vie humaine sauvée, un gain supplémentaire de 335 millions US$ serait obtenu pour les seuls Etats-Unis en 1996.

## Le système Cospas-Sarsat en chiffres

### Pays membres
Fin 2021, 45 pays sont membres de l'organisation Cospas-Sarsat. Parmi ceux-ci, cinq contribuent au segment spatial (États-Unis, Russie, France, Canada, Inde), 30 pays contribuent au segment sol et neuf sont simplement utilisateurs. Presque tous les pays d'Europe occidentale en font partie ainsi que les pays les plus peuplés de la planète (notamment la Chine, l'Inde, les États-Unis, l'Indonésie, le Nigeria, le Pakistan, le Japon, la Russie et le Vietnam).
Le type d'organisation gérant la participation d'un pays au système Cospas-Sarsat varie beaucoup d'un pays à l'autre. Ainsi en France pour des raisons historiques, c'est l'agence spatiale française (le CNES) tandis qu'au Canada il s'agit du Secrétariat national recherche et sauvetage et en Suisse de l'Office fédéral de l'aviation civile.

### Statistiques des opérations de sauvetage menées grâce au système Cospas-Sarsat
En 2020, 951 opérations de sauvetage ont été réalisées grâce au système Cospas-Sarsat. Celles-ci ont permis de secourir 2 278 personnes. Ces chiffres étaient similaires pour les années précédentes. Ces interventions portaient sur des aéronefs (220 cas), des navires (382 cas) et des personnes à terre (349 cas). Le nombre de personnes secourues à chaque opération est beaucoup plus important lorsqu'un navire est concerné (en moyenne quatre personnes contre un peu plus d'une personne pour les deux autres domaines). Depuis la mise en service du système Cospas-Sarsat en septembre 1972, 54 000 personnes ont été secourues à la suite de 16 500 opérations de sauvetage.

### Segment spatial
Le segment spatial du système Cospas-Sarsat est constitué de plusieurs dizaines de satellites météorologiques et de navigation qui emportent chacun une charge utile secondaire constitué d'un équipement Cospas-Sarsat. Ces satellites sont régulièrement remplacés lorsqu'ils arrivent en fin de vie.

### Orbite basse
| Satellite        | Pays   | Type                     | Date de lancement | Statut           | Commentaire |
| ---------------- | ------ | ------------------------ | ----------------- | ---------------- | ----------- |
| Meteor-M No. 2-2 | Russie | Satellite météorologique | 2019              | En cours de test |             |
| MetOp-B          | Europe | Satellite météorologique | 2012              | Opérationnel     |             |

### Orbite moyenne
Fin 2021, une cinquantaine de satellites des systèmes de navigation par satellite, circulant sur des orbites comprises entre 19 000 et 23 000 kilomètres, sont équipés d'un récepteur Cospas-Sarsat : 24 satellites européens GALILEO, 22 satellites américains GPS. Par ailleurs, trois satellites russes GLONASS sont équipés mais n'étaient pas utilisés. Les satellites GPS présentent la particularité d'envoyer les messages aux stations terriennes en bande S (au lieu de la bande L),.

### Orbite géostationnaire
| Satellite       | Pays       | Type                     | Longitude | Date de lancement | Statut       | Commentaire                                                             |
| --------------- | ---------- | ------------------------ | --------- | ----------------- | ------------ | ----------------------------------------------------------------------- |
| Elektro-L No.2" | Russie     | Satellite météorologique | "14.5 W"  | 2015              | Opérationnel |                                                                         |
| Elektro-L No.3" | Russie     | Satellite météorologique | "76 E"    | 2019              | Opérationnel | "                                                                       |
| GOES-16         | États-Unis | Satellite météorologique | "75.2° W" | 2016              | Opérationnel | Satellite GOES-Est                                                      |
| GOES-17         | États-Unis | Satellite météorologique | "137.2 W" | 2018              | Opérationnel | Satellite GOES-Ouest                                                    |
| GOES-18         | États-Unis | Satellite météorologique | A définir | 2018              | En test      | Futur satellite GOES Ouest                                              |
| GSAT-17         | États-Unis | Satellite météorologique | "93.5° E" | 2017              | En test      | IOC                                                                     |
| INSAT-3D        | Inde       | Satellite météorologique | "82° E"   | 2013              | Opérationnel |                                                                         |
| INSAT-3DR       | Inde       | Satellite météorologique | "74° E"   | 2016              | Opérationnel |                                                                         |
| Loutch-5A       | Russie     | Satellite météorologique | "167° E"  | 2011              | Opérationnel | Dispose d'une antenne de suivi active.                                  |
| Loutch-5V       | Russie     | Satellite météorologique | "95° E"   | 2014              | En test      |                                                                         |
| Meteosat-8      | Europe     | Satellite météorologique | "41.5 E"  | 2002              | Opérationnel | Déplacé sur une orbite inclinée. Dispose d'une antenne de suivi active. |
| Meteosat-9      | Europe     | Satellite météorologique | "45.5° E" | 2005              | En test      | Réactivé en 2022                                                        |
| Meteosat-10     | Europe     | Satellite météorologique | "9.5° E"  | 2012-07-05        | Opérationnel | -                                                                       |
| Meteosat-11     | Europe     | Satellite météorologique | 0°        | 2015-07-15        | Opérationnel | Se déplace périodiquement                                               |

### Segment terrestre
En 2021, plus d'une centaine de stations de réception (LUT) sont réparties à la surface de la Terre dont 55 reçoivent les données des satellites en orbite basse (LEOLUT), 27 celles des satellites en orbite géostationnaire (GEOLUT) et 26 celles des satellites en orbite moyenne (MEOLUT). On compte par ailleurs 32 centres de contrôles de mission (MCC). En France, une station de réception pour les trois types de satellites est installée à Toulouse ainsi qu'un centre de contrôle de mission. Le Canada gère trois LEOLUT, trois GEOLUT, un MEOLUT et dispose d'un centre de contrôle de mission à Trenton.
Il existe en 2021 32 centres de contrôle de mission (MCC), dont celui de Toulouse en France et celui de Trenton au Canada. Les MCC sont regroupés en 6 DDR (Régions de distribution de données) comprenant un MCC chargé de distribuer les données aux autres MCC de la région. Le MCC de Toulouse distribue les messages aux MCC de la région centrale de distribution (CDDR) qui comprend cinq autres MCC : Lanarca (Chypre), Bari (Italie), Fareham (Royaume-Uni), Ankara (Turquie), Bodoe (Norvège).
Fin 2020, le nombre de balises est estimé à 2,5 millions dont 1,935 millions sont enregistrées.